# Metalpheus hawaiiensis
Metalpheus hawaiiensis is een garnalensoort uit de familie van de Alpheidae. De wetenschappelijke naam van de soort is voor het eerst geldig gepubliceerd in 1925 door Edmondson.